# Angry Birds Pop! 2
Angry Birds POP Blast (ранее известная как Angry Birds Pop! 2) — мобильная игра-головоломка с пузырьковым шутером из серии Angry Birds и продолжение Angry Birds POP!.
Сначала игра была запущена в некоторых странах 30 марта 2019 года, а затем выпущена для других стран 12 апреля 2019 года. Позже она была выпущена в США 24 мая 2019 года. Как одна из очень немногих игр, в которых Птицы и Свиньи работают вместе, действие игры происходит после событий «Angry Birds 2 в кино», где Птицы и Свиньи используют свой недавно сформированный союз после окончания Великой Яичной Войны и Вторжения Зеты, борясь с невидимой таинственной угрозой.
POP Blast поддерживался всего несколько месяцев, прежде чем Rovio приняла трудное решение прекратить его поддержку в начале 2020 года.

## Игровой процесс
Angry Birds POP Blast была, как и предшественница, стрелялкой по пузырям; однако он играет немного по-другому. Игроки берут под свой контроль одну Птицу и одну Свинью, работая вместе для достижения цели уровня. У Птицы есть особая способность уничтожать пузыри, которая доступна только после того, как её шкала ярости полностью заполнится, когда лопнут красные пузыри из перьев. У Свиньи также есть поддерживающая способность, которую можно использовать всякий раз, когда его полоса навыков полностью заполняется лопанием зелёных пузырей на морде.
За прохождение уровней выдаются жетоны, смоделированные по образцу Знака Билли, которые затем уничтожаются, чтобы получить карты персонажей, бонусы или дополнительные жизни. Карты персонажей используются для разблокировки и повышения уровня персонажей, повышая одну из их характеристик каждый раз, когда они повышают уровень. Игроки получают до 3 звёзд за уровень в зависимости от набранных очков, а также есть специальная пиньята, которую можно открыть после того, как в общей сложности будет заработано 30 звёзд.
Если у игрока заканчиваются боеприпасы до того, как цель будет выполнена, игрок может заплатить сумму драгоценных камней, чтобы получить дополнительные пузыри для продолжения. Если это невозможно, жизнь потеряна. Для восстановления каждой жизни требуется 30 минут, и как только все жизни потеряны, игровой процесс приостанавливается на некоторое время, пока жизни не будут восстановлены или куплены.

### Способности
Следующие птицы доступны для игры с их способностями ярости. Ред — первая птица, доступная при первом запуске игры.
- Ред: в состоянии полной ярости он может выстрелить взрывным огненным шаром, который наносит урон по площади вокруг точки удара.
- Чак: Когда он полностью разозлён, он может выстрелить шаровой молнией, которая уничтожит цепочку пузырей под определённым углом.
- Бомб: в состоянии полной ярости он может бросить заряд взрывчатки, который перепрыгивает через одно препятствие. Она имеет меньший разброс, чем способность Красной ярости.
- Матильда: В полной ярости она стреляет огненным шаром, который уничтожает все пузыри в том же ряду, что и точка попадания, повреждая все остальные в этом ряду.
- Синяя троица: Когда они полностью разъярёны, они выпускают рассеянный выстрел, который повреждает препятствия.
- Стелла: Когда она полностью разъярёна, она может выстрелить пузырём, который подпрыгивает, заключая пузыри в жевательную резинку. Затем склеенные пузыри можно уничтожить пузырём любого цвета.
- Теренс: Когда он полностью разъярён, он может выстрелить шаром, который уничтожит цепочку пузырей под определённым углом на более сильном расстоянии.
- Сильвер: В настоящее время неизвестно, каковы её навыки.

Следующие Свиньи доступны для поддержки Птиц своими навыками. Свинья-миньон — первая свинья, доступная при первом запуске игры.
- Свин-миньон: когда его навык готов, он может бросать бочки с тротилом в случайные места в текущем обзоре камеры, которые взрываются и наносят урон по области при ударе или падении.
- Свин-повар: когда его навык готов, он может бросать кусочки торта в случайные места в текущем виде камеры, что приведёт в ярость текущую птицу при ударе или падении.
- Свин-капрал: Когда его навык готов, он может стрелять ракетами, которые заменяют некоторые пузыри, ближайшие к пусковой установке, которые могут стрелять вверх при ударе или падении.
- Свин-бригадир: когда его навык готов, он может бросать маленькие разрушающие шары, которые разрушают случайные препятствия.
- Большая свинья: когда его навык готов, он может атаковать случайных врагов.
- Свин-механик: когда его навык готов, он может превратить текущий шар в пусковой установке во взрывной.
- Свин-лесоруб: Когда его навык готов, он запускает топор, который расчищает препятствия на своём пути.
- Леонард: Когда его навык будет готов, он может выбрать три случайные способности свиньи на выбор.

## Прекращение производства
После того, как Rovio решила прекратить поддержку Angry Birds POP Blast в начале 2020 года, в марте игра была удалена из цифрового распространения, а покупки в приложении были отключены, а онлайн-функции были отключены в июне. В игру по-прежнему могут играть те, кто загрузил её до того, как она была удалена из интернет-магазинов, хотя играть в неё будет немного по-другому, поскольку она больше не поддерживается.
- Всего будет 500 уровней, так как игра не будет обновляться, чтобы добавить больше.
- Игрок может бесплатно получить дополнительные боеприпасы, когда у него в первый раз закончатся пузыри за игровую сессию (которая заканчивается при выходе из игры).
- Нет онлайн-событий, таких как космическая гонка или серии побед со взрывными пузырями.
- Покупки в приложении больше не доступны[6].

## Мелочи
- В этой игре смешаны голоса из Angry Birds Toons и Angry Birds в кино, так как у Рэда есть голос из фильма, а у Чака — из мультсериала. Неизвестно, почему они это сделали[7].
- Rovio создала игровую рекламу, которую можно воспроизводить и по сей день[8].